# Domenico Siciliani
Domenico Siciliani, italijanski general, * 1. maj 1878, † 6. maj 1938.